# Helena Bonham Carter

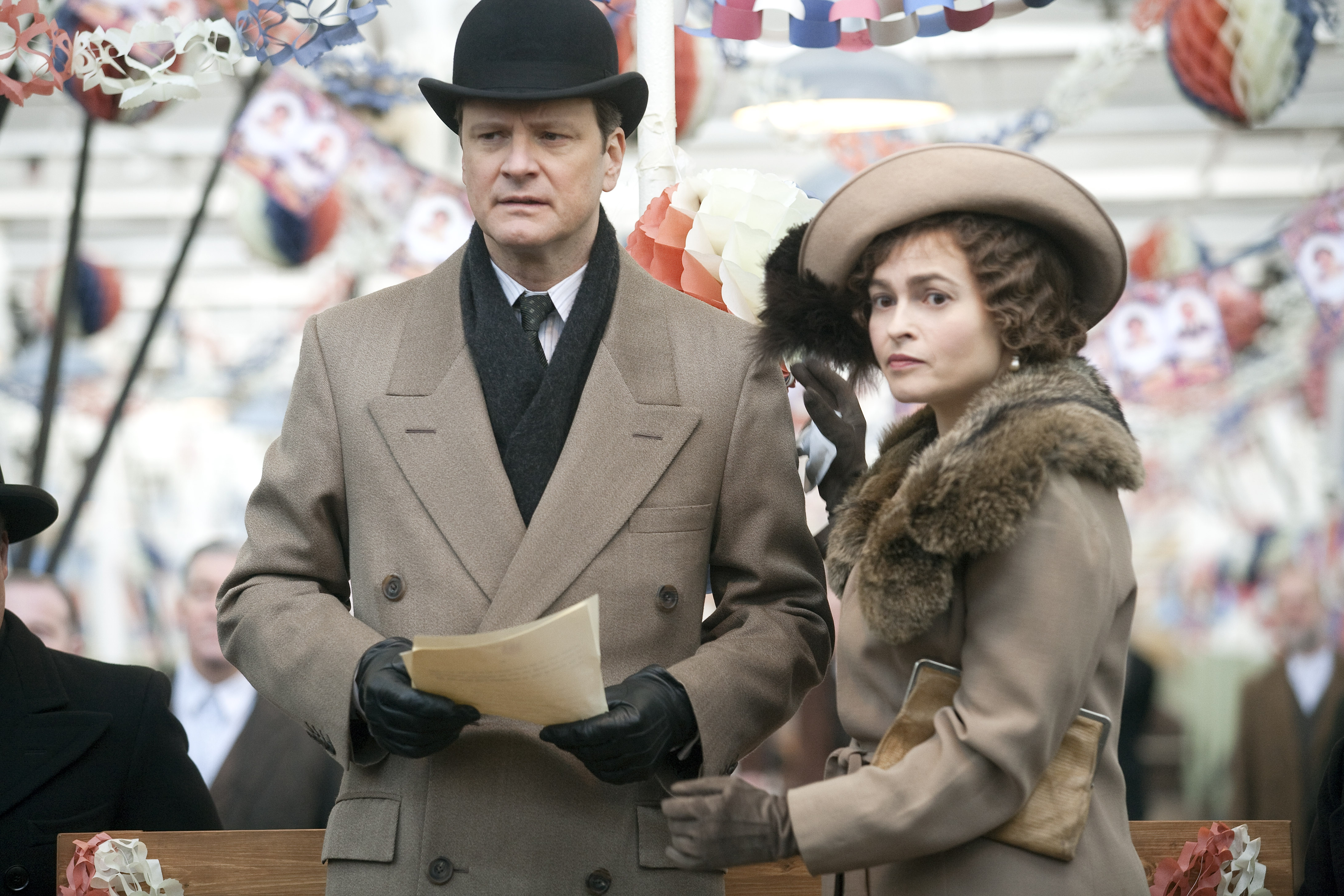
Colin Firth och Helena Bonham Carter i filmen The King's Speech.

Helena Bonham Carter CBE, född 26 maj 1966 i Golders Green, London, är en brittisk skådespelare.
Bonham Carters mest kända roller är i Ett rum med utsikt, Howards End och Fight Club, men hon har på senare år medverkat i ex-partnern Tim Burtons filmer. Hon spelar också rollen som Bellatrix Lestrange i filmerna om Harry Potter. Hon oscarnominerades i kategorin Bästa kvinnliga biroll för sin roll som Elizabeth Bowes-Lyon i filmen The King's Speech 2011, och nominerades 1997 för sin roll i Duvans vingslag.

## Familj
Bonham Carter hade ett förhållande med regissören Tim Burton mellan 2001 och 2014. De har två barn tillsammans.
När Helena Bonham Carter var fem år gammal drabbades hennes mor Elena Bonham Carter av ett allvarligt nervsammanbrott som det tog henne tre år att hämta sig från. Elena utbildade sig senare själv till psykoterapeut, för att kunna hjälpa andra i samma situation. 
Endast fem år efter hennes mors tillfrisknande blev hennes far, Raymond Bonham Carter, diagnostiserad med akustikusneurinom. Komplikationer under operationen som skulle avlägsna hans tumör ledde till att han drabbades av en stroke, som i sin tur ledde till att han blev halvt förlamad och rullstolsburen. Han avled i januari 2004.
Bonham Carter har två äldre bröder, Edward och Thomas. Hon är släkt med en rad politiker och är dottersons dotter till Herbert Henry Asquith som var Storbritanniens premiärminister, och släkting till Crispin Bonham-Carter, som medverkat i bland annat TV-serien Stolthet och fördom.

## Filmografi
- 1983 – A Pattern of Roses
- 1985 – Ett rum med utsikt
- 1986 – Lady Jane
- 1987 – Miami Vice, avsnitten Theresa och The Savage (gästroll i TV-serie)
- 1987 – I spel och kärlek
- 1987 – Maurice
- 1988 – La Maschera
- 1988 – Six minutes with Ludwig
- 1989 – Francesco
- 1989 – Jag har i alla fall min vespa
- 1990 – Hamlet
- 1990 – The Early Life of Beatrix Potter
- 1991 – Där änglar vägra gå
- 1991 – Brown Bear's Wedding (röst)
- 1992 – Howards End
- 1993 – Dancing Queen (TV-film)
- 1993 – Marina Oswalds öde (TV-film)
- 1994 – Mörkerseende (TV-serie)
- 1994 – Helt hysteriskt, avsnitt Hospital (gästroll i TV-serie)
- 1994 – Frankenstein
- 1994 – Butter (kortfilm)
- 1995 – A Little Loving
- 1995 – På tal om Afrodite
- 1995 – Margaret's Museum
- 1995 – Jeremy Hardy Gives Good Sex
- 1996 – Trettondagsafton
- 1996 – Skuggspel
- 1997 – Duvans vingslag
- 1997 – Keep the Aspidistra Flying
- 1997 – The Petticoat Expeditions
- 1998 – Merlin
- 1998 – The Revengers' Comedies
- 1998 – The Theory of Flight
- 1999 – Fight Club
- 1999 – Women Talking Dirty
- 1999 – The Nearly Complete and Utter History of Everything (TV-film)
- 2000 – Carnivale (röst)
- 2001 – Apornas planet
- 2001 – Novocaine
- 2001 – Football (kortfilm)
- 2002 – The Heart of Me
- 2002 – Till Human Voices Wake Us
- 2002 – Live from Baghdad (TV-film)
- 2003 – Henry VIII (TV-serie)
- 2003 – Big Fish
- 2005 – Kalle och chokladfabriken
- 2005 – Bröllopsnatten
- 2005 – Wallace & Gromit: Varulvskaninens förbannelse (röst)
- 2005 – Corpse Bride (röst)
- 2005 – Magnificent 7 (TV-film)
- 2006 – Sixty Six
- 2007 – Harry Potter och Fenixorden
- 2007 – Sweeney Todd
- 2009 – Terminator Salvation
- 2009 – Harry Potter och halvblodsprinsen
- 2009 – Den sanna Enid Blyton (TV-film)
- 2009 – Gruffalon (röst)
- 2010 – Alice i Underlandet
- 2010 – The King's Speech
- 2010 – Toast
- 2010 – Harry Potter och dödsrelikerna – Del 1
- 2011 – Harry Potter och dödsrelikerna – Del 2
- 2012 – Dark Shadows
- 2012 – Les Misérables
- 2012 – Great Expectations
- 2013 – The Lone Ranger
- 2013 – The Young and Prodigious T.S. Spivet
- 2014 – Turks & Caicos (TV-film)
- 2014 – Salting the Battlefield (TV-film)
- 2015 – Berättelsen om Askungen
- 2015 – Suffragette
- 2016 – Alice i Spegellandet
- 2016 – Love, Nina (TV-serie)
- 2017 – 55 Steps
- 2018 – Ocean's Eight
- 2019–2020 – The Crown (TV-serie)
- 2020 – Enola Holmes
- 2022 – The House
- 2022 – Enola Holmes 2